# Dichromadora geophila
Dichromadora geophila is een rondwormensoort uit de familie van de Chromadoridae, die in het zeewater leeft. De wetenschappelijke naam van de soort is voor het eerst geldig gepubliceerd in 1876 door de Man.

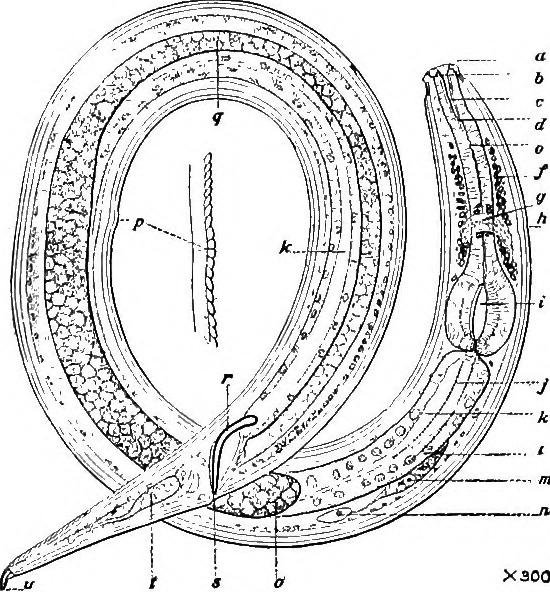
. a, mondopening; b, dorsale tand; c, farynx; d, basis van de farynx; e, oesofagus; f, zenuwcellen; g, zenuwring; h, uitscheidingsopening; i, gespierde verdikking met klep voor het vermalen van het voedsel; j, longitudinale rij van cuticulaire merktekens, karakteristiek voor het geslacht; k, darm; l, uitscheidingsklier; m, celkern van uitscheidingsklier; n, helpercel van de uitscheidingsklier; 0, blindeind van testikel; p, striae van de cuticula; q, zaadleider; r, spiculum; s, anus; t, staartklier; u, spinneret (uitscheidingsopening van de staartklier). (After Cobb.J)